# Калиниха (Богородский сельсовет)
Кали́ниха — деревня в составе Богородского сельсовета Воскресенского района Нижегородской области.
Располагается на правом берегу реки Ветлуги.

## Население
| 1999 | 2002 | 2010 |
| ---- | ---- | ---- |
| 228  | ↗242 | ↘196 |